# Salt River (Le Cap)

Carte du quartier

Salt River (rivière salée en français) est une banlieue industrielle de la ville du Cap en Afrique du Sud, située à l'est du City Bowl.

## Localisation
Salt River est situé dans la banlieue du Cap au sud de Table Bay Bd, à l'est du quartier de Woodstock et au nord-ouest de celui d'Observatory. Ses voies principales sont Victoria Road, Durham Avenue et Salt River Road.
Salt River est nommé d'après une rivière du même nom. Le Salt River est un cours d'eau inférieur de la Diep River. Elle se jette dans la Rietvlei et dans le lagon de Milnerton.
Le quartier présente nombreux bâtiments et de maisons de style victorien ou art déco. La plupart de ses rues sont étroites.

## Démographie
Selon le recensement de 2011, le quartier compte 6 577 résidents, principalement issu de la communauté coloured (45,02 %). Les noirs, majoritaires dans le pays, représentent 39,53 % des habitants suivis des  blancs (6,58 %) et des indo-asiatiques (3,79 %).
Les habitants sont à 56,53 % de langue maternelle anglaise, à 15,88 % de langue maternelle afrikaans et à 10,06 % de langue maternelle xhosa.

## Historique
Salt River est historiquement le cœur industriel de la ville du Cap. Les industries de l'acier et des chemins de fer ont notamment été au centre du développement de la ville, notamment lors de l'expansion du réseau ferroviaire dans les années 1900.
Jusqu'à fin des années 1980, l'économie du quartier reposait surtout sur les industries de premier plan tels le textile et la confection de vêtements. Depuis cette époque, la concurrence en provenance de pays de production à moindre coût ont fortement ces industries et la vie du quartier.
Peuplé très majoritairement de coloureds de la classe ouvrière, le tissu social du quartier est très sensibles aux variations économiques. Il est ainsi victime à plusieurs reprises de la récession économique, du chômage et de l'augmentation d'une forte criminalité. Dans les années 90, Salt River est synonyme de toxicomanie et est particulièrement réputé pour ses gangs ce qui aboutit à la constitution de milices communautaires d'auto-défense tels que le PAGAD (groupe d'Auto-défense du peuple contre les gangs et la drogue) qui se rend alors elle-même coupable d'exactions criminelles notamment en assassinant en public un des chefs du trafic de drogue dans le quartier en 1996 et en pratiquant une mini-guérilla urbaine avec les gangs (trentaine d'assassinats).
Le quartier est depuis en voie de réhabilitation.

## Politique
Salt River est situé dans le 15ème et 16e arrondissement du Cap (sub council) et se partage entre 3 wards: 
- le ward 55 : Sanddrift, Tygerhof, Ysterplaat, Brooklyn, Lagoon Beach, Metro, Marconi Beam (partiellement), Century City, Paarden Eiland (partiellement) et Milnerton (partiellement).  Le conseiller municipal du ward est Fabian Ah-Sing (DA)[3],
- le ward 57 : Rosebank, Salt River (sud d'Albert Road et de Lower Main Road), Zonnebloem (partiellement), Observatory (partiellement), Woodstock (partiellement), Mowbray (partiellement).  Le conseiller municipal de ce ward est Paddy Chapple (DA)[4].
- le ward 115 : Three Anchor Bay (partiellement), Mouille Point, Green Point, Paarden Eiland (partiellement), Salt River (Nord d'Albert Road et Lower Main Road), Gardens (partiellement), Zonnebloem (partiellement), Foreshore, Cape Town City Centre et Woodstock (partiellement). Le conseiller municipal du ward est, depuis 2016,  Dave Bryant (DA)[5].